# Vijf kleine biggetjes
Vijf kleine biggetjes is een detectiveverhaal van Agatha Christie. Het boek verscheen oorspronkelijk in de Verenigde Staten in 1942 onder de titel Murder in Retrospect en werd uitgegeven door Dodd, Mead and Company. In 1943 bracht Collins Crime Club het boek uit in het Verenigd Koninkrijk onder de titel Five Little Pigs, hoewel er indicaties zijn dat het boek er ook al in 1942 zou zijn verschenen.  In 1949 werd het boek naar het Nederlands vertaald en wordt sindsdien verdeeld door Luitingh-Sijthoff.

## Verhaal
Carla Lemarchant vraagt hulp aan Hercule Poirot. Zij is verloofd, maar vreest dat haar aanstaande haar aanziet als een potentiële moordenares. Carla's moeder werd zestien jaar eerder veroordeeld van de moord op haar man Amyas Crale, een kunstschilder. Carla is er zeker van dat de brief waarin haar moeder Caroline haar onschuld neerschreef, te betrouwen is.
Amyas werd destijds vergiftigd met coniine, een stof die onttrokken wordt uit de gevlekte scheerling. Hun buurman Meredith Blake deed aan chemie in zijn vrije tijd en het werd bewezen dat het giftige mengsel bij haar werd gestolen. Caroline bevestigde de diefstal met als argument dat ze zelfmoord wou plegen omdat haar man een zoveelste minnares had: Elsa Greer. Elsa had aangegeven dat Amyas zou scheiden om met haar te kunnen trouwen. Verder stierf Amyas nadat hij bier had gedronken waarin de coniine werd gevonden. Het bier werd hem ingeschonken door Caroline.
Poirot omschrijft de vijf andere verdachten als "de vijf biggetjes":
- Philip Blake, de broer van Meredith, die als alibi aangaf dat hij naar de markt was
- Meredith Blake die zich thuis bevond
- Elsa Greer die een rosbief aan het bereiden was
- Cecilia Williams: de toenmalige gouvernante van Carla die geen enkel alibi had
- Angela Warren: de halfzus van Caroline die thuis zat

Nadat Poirot met hen een individueel gesprek had, lijkt alles erop dat Caroline wel degelijk de moord had gepleegd en dat niemand van de vijf anderen ook maar enig motief had. Echter, nadat Poirot de verhalen onderling vergelijkt, duiken de kleine details op. Philip gedroeg zich nogal vijandig ten opzichte van Caroline. Ook Meredith wantrouwt hem. Door de jaren heen is Elsa niet meer zo emotioneel, wellicht omdat haar passie voor Amyas er ondertussen niet meer is. Wel toont ze nog steeds haatgevoelens ten opzichte van Caroline. Cecilia blijft bij haar conclusie dat Caroline schuldig is. Angela geeft Caroline het voordeel van de twijfel met tegenargument dat ze na de moord een brief van Caroline ontving waarin ze nergens naar haar onschuld verwijst.
Daarop vraagt Poirot aan de vijf verdachten om hem elk een brief te schrijven met daarin een stap-per-stap beschrijving wat men op de dag van de moord heeft gedaan, gehoord en gezien. Hieruit komen enkele facetten aan het licht die Angela verdacht maken. Echter, Cecilia heeft gezien hoe Caroline na de dood van haar man een bierflesje aan de buitenkant poetste, vermoedelijk om vingerafdrukken te verwijderen. Er was ook een conversatie tussen Caroline en Amyas over "het pakken van de bagage van Angela". Elsa overhoorde een discussie tussen Caroline en Amyas waarin hij aankondigde te willen scheiden en waarop Caroline bitter antwoordde: "jij en je vrouwen". Verder gaf Amyas ook aan dat het door Caroline gebrachte bier even flauw smaakte als zowat alles die dag.
Uit deze brieven maakt Poirot vervolgens een verdere conclusie. Philip Blake was verliefd op Caroline. Zij wees hem af waarop hij haar begon te haten. Meredith Blake was het gedrag tussen Philip en Caroline beu en sloot een pact met Elsa. Dit maakt Meredith en Elsa verdacht, maar later blijkt dit een red herring te zijn. Verder blijkt dat Angela eerder als grap zout in Amyas bierglas had gedaan en dat ze op de dag van de moord ook werd gezien met een bierflesje. Caroline was dit te weten gekomen en dacht daardoor dat Angela schuldig was aan de moord. Caroline schreef in haar brief opzettelijk niets over haar onschuld omdat ze ervan uitging dat Angela dit wist. Daarbij komt dat Angela een blind oog heeft en een groot litteken op haar gezicht dat ze opliep als baby nadat Caroline een gewicht op haar gooide. Caroline had hierover een schuldgevoel. Omdat zij van mening is dat Angela de moord pleegde, wil ze omwille van dat schuldgevoel de moord op zich nemen.
De acties van Caroline bewijzen trouwens haar onschuld: door de vingerafdrukken van het flesje te verwijderen, gaf ze aan te weten dat het gif in dat flesje zat en niet in het glas. Te meer: door haar daad verwijderde ze de vingerafdrukken van de dader en bleven haar eigen afdrukken achter.
Poirot verdenkt Angela dan weer niet van de moord, hoewel ze op de bewuste dag valeriaan stal bij Meredith voor een andere grap die ze uiteindelijk niet uitvoerde. Volgens Poirot is Elsa de moordenares. Elsa wist niet dat ze slechts een zoveelste scharrel was van Amyas en dat hij haar zou dumpen zodra het schilderij waarvoor ze poseerde, klaar was. Het overhoorde gesprek over de bagage ging niet over Angela, maar wel over Elsa die moest vertrekken. Wanneer Elsa dit alles beseft, schenkt ze Amyas een glas bier in met daarin het vergif. Even later bracht Caroline hem een tweede glas bier dat Amyas ook niet beviel, vandaar zijn uitspraak dat alles vandaag slecht smaakte.
Na het bier te hebben genuttigd, werkte Amyas het schilderij af. Dan beseft hij dat hij werd vergiftigd. Hij schildert op het gezicht van Elsa "een valse schijn". Poirot concludeert hieruit dat Amyas met die schijn wil aantonen dat hij door Elsa werd vergiftigd.
Deze conclusie is voor Carla en haar verloofde voldoende, maar Elsa protesteert omdat er geen echt bewijs is. Poirot zegt daarop dat Caroline zonder verzet naar de gevangenis ging waar ze niet veel later stierf. Daardoor heeft Elsa nu het gevoel dat Caroline en Amyas samen zijn vertrokken waardoor ze zelf een leeg leven heeft geleid.

## Adaptaties

### Theater
Chistie herschreef het boek voor theater onder de titel "Go Back For Murder". Het personage Poirot werd vervangen door advocaat Justin Fogg en tevens de zoon van de advocaat die Caroline verdedigde. Ook wordt op het einde duidelijk dat Justin de verloofde is van Carla.

### Televisie
- In 2003 werd het verhaal verfilmd voor een aflevering van Agatha Christie's Poirot met David Suchet in de rol van Hercule Poirot. Hiervoor werd het verhaal aangepast. Caroline werd ter dood veroordeeld en stierf door ophanging Philip is een homoseksueel verliefd op Amyas. Carla's naam werd veranderd naar Lucy. Zij heeft geen verloofde en wil enkel bewijzen dat haar moeder onschuldig is. Nadat Poirot alles heeft uitgelegd, bedreigt Lucy Elsa met een vuurwapen, maar Hercule kan haar overtuigen niet te schieten.
- In 2009 werd het verhaal verfilmd voor de Franse reeks Les Petits Meurtres d'Agatha Christie. Het verhaal speelt zich af in Frankrijk. Poirot werd vervangen door privé-detective Émile Lampion en zijn voormalige politiebaas Larosière. Het personage Philip Blake werd volledig geschrapt. Caroline is nog steeds levend en zit nog in de gevangenis. Op het einde wordt ze vrijgesproken.

- Biblioteca Nacional de España: XX4653426
- MusicBrainz work: 8ffe2e29-6fd3-4a6e-b3e1-b7fce422e811
- Virtual International Authority File: 229350144